# Retrats d'Antonio de Covarrubias
Els Retrats d'Antonio de Covarrubias són dos llenços d'El Greco. Consten amb els números 135 i 136 en el catàleg raonat d'obres d'aquest artista, realitzat pel seu especialista Harold Wethey.

## Antonio de Covarrubias
Antonio de Covarrubias y Leiva (Toledo, 1514-1602), fill d'Alonso de Covarrubias i germà de Diego de Covarrubias, fou un humanista, jurista, hel·lenista castellà, catedràtic de dret civil a la Universitat de Salamanca. Va participar en el Concili de Trento i va ser membre del Consell de Castella. L'any 1580, després de quedar-se parcialment sord a causa de una malaltia, es va retirar a Toledo, on fou ordenat sacerdot i va ocupar uns càrrecs a la catedral de Toledo que implicaven el títol de rector del Colegio de Santa Catalina. Segons Gregorio Marañón, Antonio de Covarrubias fou amic personal d'El Greco i la figura identificada amb més seguretat dins la sèrie de personatges que assisteixen a l'Enterrament del comte d'Orgaz.

### Versió del Museu del Louvre
Oli sobre llenç; 68 x 57,2 cm.; circa 1600; consta en el catàleg de Harold Wethey amb el número 135; Museu del Louvre, Lens (Pas de Calais).
Signat amb lletres cursives gregues, sobre l'espatlla esquerra: δομήνικος θεοτοκóπουλος ε´ποíει.
A aquesta pintura, la vestimenta del personatge és negra sobre una imprimació vermella-marró. El llenç va ésser realitzat de manera brillant, especialmente el cap de don Diego. La data de realització d'aquest retrat és, presumiblement, de poc abans del seu traspàs, l'any 1602.

#### Procedència
- Palacio Arzobispal, Toledo.
- Museo Provincial, Toledo.
- Casa del Greco (hasta 1941)
- Entregat al Museu del Louvre, en intercanvi, pel Govern espanyol.

### Versió del Museu del Greco
Oli sobre llenç; 68 x 57 cm.; 1600 circa ; Consta en el catàleg de Harold Wethey amb el número 136; Museu del Greco, Toledo.
Signat o inscrit amb lletres cursives gregues, sobre l'espatlla dreta: δομήνικος θεοτοκóπουλος ε´ποíει.
És molt possible que la signatura sigui una imitació posterior de la d'El Greco. Aquesta versió és d'una qualitat inferior de la del Museu del Louvre, i possiblement El Greco es va limitar a pintar el magnífic cap de don Diego. És molt probable que aquest llenç sigui el pendant del Retrat de Diego de Covarrubias, i que aquests dos quadres siguin els que varen ésser registrats a l'inventari realitzat després de la mort de Pedro de Salazar y Mendoza com a "dos retratos de los Covarrubias".

#### Procedència
- Pedro Salazar de Mendoza, Toledo.
- Biblioteca Provincial, Toledo.